# Colobomatus miniprocessus
Colobomatus miniprocessus is een eenoogkreeftjessoort uit de familie van de Philichthyidae. De wetenschappelijke naam van de soort is voor het eerst geldig gepubliceerd in 2011 door Castro Romero & Munoz.